# Gertruda Braniborská
Gertruda Braniborská († po 1167) byla dcera markraběte Albrechta Medvěda z rodu Askánců, manželka přemyslovského šlechtice Děpolta I.

## Život
Gertruda byla jedním z možná až třinácti dětí Albrechta Medvěda a Sofie z Winzenburgu. V roce 1153 (podle některých zdrojů 1155) se vdala za knížete Děpolta I., se kterým měla dceru Hedviku, provdanou za Fridricha z Brehny, a syna Děpolta II. V srpnu 1167 zemřel Gertrudin manžel v Itálii na mor.
Přesné datum narození Děpolta II. neznáme, narodil se někdy před odjezdem svého otce do Itálie.
| „         | Děpolt umíraje zanechal po sobě chlapce velmi nadaného, jménem Děpolta, otce těch, kdož se nazývají nyní Děpoltici. Jeho jsme potom viděli vládnout ve svém údělu. | “ |
| — Jarloch | |   |